# Taylorella
Taylorella ist eine Proteobakterien-Gattung aus der Familie der Alcaligenaceae, die zur Ordnung Burkholderiales gehört.

## Merkmale
Wie viele Vertreter der Proteobakterien ist die Gattung gramnegativ. Die Zellen sind kokkoid bis stäbchenförmig, die Zellgröße liegt im Bereich von 0,7 × 0,7–1,8 µm. Der Oxidase-Test verläuft positiv, Katalase wird ebenfalls produziert. Taylorella equigenitalis ist der Erreger der Ansteckende Gebärmutterentzündung des Pferdes.

## Systematik
Die Typusart der Gattung ist Taylorella equigenitalis, ursprünglich als Haemophilus equigenitali bezeichnet.
Vertreter von Taylorella sind:
- Taylorella equigenitalis, der Erreger der Ansteckenden Gebärmutterentzündung des Pferdes
- Taylorella asinigenitalis, das im Geschlechtstrakt von männlichen Eseln isoliert wurde und augenscheinlich keine Erkrankung verursacht.